# Instituto Profesional San Sebastián
La Corporación Instituto Profesional San Sebastián (IPSS), es una institución superior técnica profesional chilena, fundada en enero de 1975, originada y desarrollada hasta 2024, con la identidad de Sociedad Instituto de Ciencias Tecnológicas CIISA (Centro de Informática e Ingeniería de Sistemas de Administración); organizada como Instituto Profesional y constituida como una corporación privada, autónoma, altruista y subsidiaria, interdependiente con la Universidad Gabriela Mistral (UGM) e integrante de la Universidad San Sebastián (USS).
La oferta académica se orienta a carreras del campo de las ciencias aplicadas; informática, ciberseguridad, conectividad, operaciones industriales, administración y logística. El origen institucional se remonta a un centro de capacitación, que evolucionó a un Centro de Formación Técnica, y que luego, en 1990, se transformó en un Instituto Profesional. El plantel, cuenta con campus en la ciudad de Santiago de Chile.
Actualmente, se encuentra acreditado por la Comisión Nacional de Acreditación (CNA-Chile). Está en la posición 86 de instituciones educativas chilenas según el ranking de Webometrics 2024.

## Historia

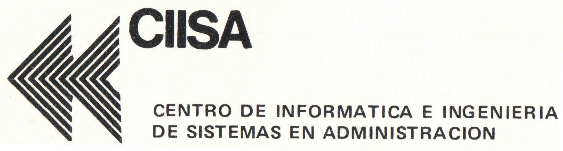
Logotipo de CIISA en sus inicios (1979).

Fue fundada en enero de 1975 por académicos informáticos de la Universidad de Chile, entre los que se contaban Antonio Holgado San Martín, Víctor Pérez Vera y Óscar Barros. En 1979, participa de la creación de la revista Informática, la primera publicación de su tipo a nivel nacional y sudamericano. Por aquel entonces, CIISA impartía cursos y capacitaciones orientadas al perfeccionamiento de técnicos y profesionales en el análisis de sistemas. Su ubicación estaba en la comuna de Providencia y compartía sede con la institución hermana CIISCOM (Consultores en Informática Ingeniería de Sistemas y Computación). Además, en esos años organizó los primeros seminarios nacionales e internacionales sobre informática en Chile, como la Conferencia Nacional de Ciencia de la Computación (1979).

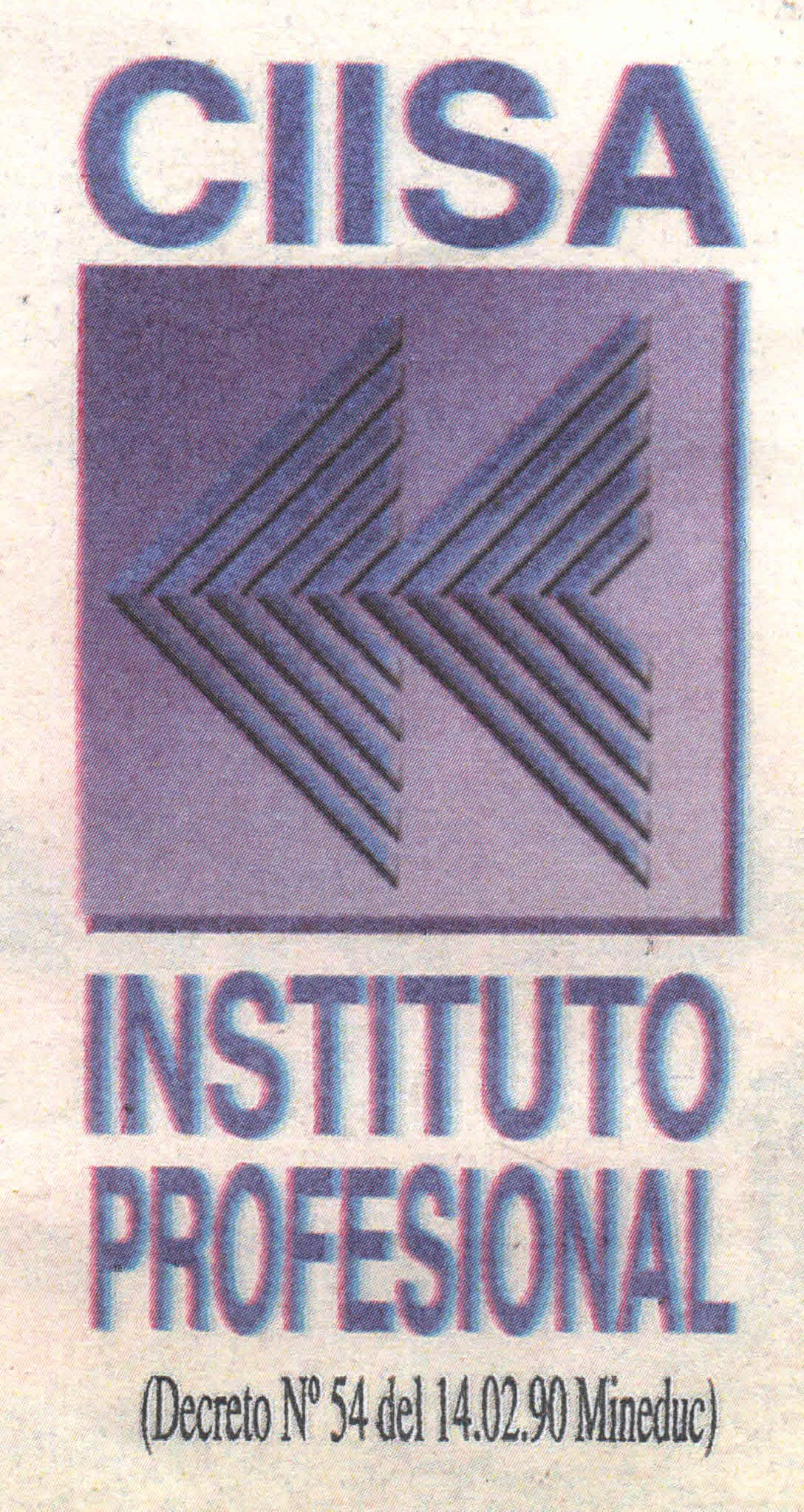
En 1990, CIISA pasa de ser CFT a Instituto Profesional.

El 11 de diciembre de 1981, a través del Decreto Exento N.º 291, se respaldó el funcionamiento de CIISA como organismo de Educación Superior y quedó inscrito con el N.º 3, en registro del CFT de esa cartera ministerial, posteriormente, a mediados de los 80' da comienzo a sus cursos de verano orientados a ejecutivos y profesionales técnicos. En 1990 el instituto fue autorizado por el Ministerio de Educación a funcionar como Institución de Educación Superior e impartir desde ese año la carrera de Ingeniería de Ejecución en Computación e Informática, cuyo plan y programa de estudio fueron aprobados por su entidad examinadora de ese entonces, la Universidad Católica del Norte y, continuar impartiendo la carrera de nivel técnico superior de Programación Computacional que hasta ese momento, era impartida por el Centro de Formación Técnica (CFT) CIISA. En 1992, se publica, en conjunto a Informática, la revista ComputerWorld.
En 1997 CIISA obtuvo la independencia de la carrera de Ingeniería de Ejecución en Computación e Informática, que antes dependía de la Exento Nº888 del 25 de agosto de 1997 emanando del Ministerio de Educación, permitiéndole, a través de este Decreto, otorgar independientemente este título profesional a sus alumnos. En 1998 fue autorizado por el Servicio Nacional de Capacitación y Empleo (SENCE)
a funcionar como Organismo Técnico de Capacitación (OTEC) A principios de los 2000, comienza CIISA Golden Training, iniciativa que ofrece cursos intensivos de capacitación y certificación para profesionales y técnicos. En esta década comienzan a impartirse las carreras de Ingeniería en Telemática y la carrera técnica de Construcción y Administración de Redes de Comunicación, luego en 2007 se consigue la autonomía para titular estudiantes de dicha carrera, puesto que antes se dependía de entidades examinadoras externas. 
En 2012 comenzó un proceso de renovación de imagen institucional y de infraestructura con la inauguración del campus administrativo Alameda en 2014.
Con fecha 12 de junio de 2015 la institución inició su proceso para una nueva Acreditación Institucional, la que obtuvo por tres años hasta el 24 de diciembre de 2018. Ese mismo año, CIISA logra una nueva Acreditación por parte de la Comisión Nacional de Acreditación (CNA) en las áreas de Gestión Institucional y Docencia de Pregrado, hasta diciembre del año 2021. 
CIISA enfrentó un nuevo proceso de Acreditación Institucional, y luego de haber finalizado con éxito todas las etapas dispuestas por la Comisión Nacional de Acreditación (CNA) durante el año 2021, nuestra institución ha renovado su Acreditación Institucional por tres años, desde marzo del 2022 a marzo del 2025, en las áreas de Gestión Institucional y Docencia de Pregrado. 

### Control de la Universidad San Sebastián

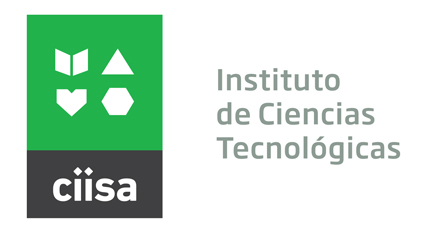
Imagen institucional (CIISA) hasta junio de 2024.

#### Cambio de Propiedad
En enero del 2023 el Consejo Superior de CIISA ha decidido aceptar a la Universidad San Sebastián, como nuevo controlador del Instituto Profesional CIISA, con el compromiso y la responsabilidad de dar continuidad al proyecto educativo, y de apoyar los próximos desafíos. En octubre de 2023, se modifica la imagen institucional de Instituto de Ciencias Tecnológicas CIISA por CIISA de la Universidad San Sebastián, hasta junio de 2024, en julio del mismo año, se reemplaza la imagen por la del IPSS. 

#### Transformación Jurídica y Nueva Denominación
El 26 de octubre de 2024, el Instituto experimentó un cambio significativo con la aprobación de nuevos estatutos por el Ministerio de Educación. La institución pasó de ser una Sociedad de Responsabilidad Limitada a una Corporación de Derecho Privado sin fines de lucro, con la Universidad Gabriela Mistral como socia interdependiente, y la Universidad San Sebastián como socia controladora. Junto con la transformación jurídica, la institución cambió su nombre de Sociedad Instituto Profesional CIISA Limitada a Corporación Instituto Profesional San Sebastián, conservando su reconocimiento oficial, autonomía, acreditación y registros, mientras se adapta a nuevos desafíos y moderniza su enfoque tras 48 años de trayectoria en la formación técnica y profesional.

## Áreas académicas y Carreras
- - Área de Tecnologías
    - Ingeniería en Informática
    - Ingeniería en Ciberseguridad
    - Ingeniería en Conectividad y Redes
    - Ingeniería en Ciencia de Datos
    - Ingeniería Industrial
    - Técnico en Programación y Análisis de Sistemas
    - Técnico en Ciberseguridad
    - Técnico en Conectividad y Redes
    - Técnico en Ciencia de Datos
    - Técnico en Infraestructura Cloud

  - Área de Administración y Comercio
    - Administración Pública
    - Auditoría
    - Ingeniería en Administración de Empresas
    - Ingeniería en Logística
    - Contabilidad General
    - Ingeniería en Marketing Digital
    - Ingeniería en Recursos Humanos
    - Ingeniería en Finanzas
    - Técnico en Administración de Empresas
    - Técnico en Administración Pública
    - Técnico en Logística
    - Técnico en Marketing Digital
    - Técnico en Recursos Humanos
    - Técnico en Finanzas

  - Área de Salud
    - Técnico en Enfermería
    - Naturopatía
    - Técnico en Farmacia
    - Técnico en Instrumentación Quirúrgica
- Formación Continua (Diplomados)
  - Ciberseguridad
  - Seguridad Ofensiva
  - Fullstack
  - Habilidades Directivas
  - Inteligencia Artificial
  - Arquitectura Cloud
  - Diplomado en Data Science
  - Supply Chain Management (SCM) y Minería de Requerimientos
  - Ciberseguridad Industrial
  - Salud Familiar con Enfoque Comunitario

## Organización

### Consejo superior
- Presidente: Luis Eduardo Prieto Fernández de Castro
- Vicepresidente: Pilar Zabala Meruane
- Miembro del Consejo Superior: Javier Valenzuela Acevedo
- Miembro del Consejo Superior: Sergio Mena Jara
- Miembro del Consejo Superior: Antonio Pujol Martin

### Autoridades
- Rectora (I): Ivette Monsalves Moraga
- Vicerrectora Académica: Ivette Monsalves Moraga
- Vicerrector de Asuntos Económicos: Jorge Salinas Torres
- Secretaria General: Loreto Monardes Marcich
- Directora de Aseguramiento de la Calidad: María Paz Sandoval
- Directora de Vinculación con el Medio (I): María Paz Sandoval

- Directora de Procesos Docentes : Loreto Manzur Sabra
- Director de Análisis Institucional y Estudios: Carlos Aravena Smith
- Directora de Comunicaciones: Nicole Patuelli Zúñiga
- Director de Admisión y Marketing: Jaime Riffo Cortés
- Directora de Financiamiento Estudiantil: Natalia Gajardo Mejías
- Director de Tecnologías de la Información: Álvaro Garrido Valenzuela
- Director Sectorial de Tecnología; y Área Ciberseguridad: Sebastián Otazo Muñoz
- Directora Sectorial de Administración y Comercio: Natalia Bravo Tapia
- Directora Sectorial de Salud: Camila Torres Muñoz
- Directora de Directora de Innovación Académica: Tatiana Zúñiga Vicencio
- Directora de Educación Continua: Ximena Silva Garrido
- Directora de Diseño Instruccional y Formación Docente: Karyn Álamos Oyarzún
- Director de Experiencia Estudiantil: Alex Becerra Lecaros

## Sede

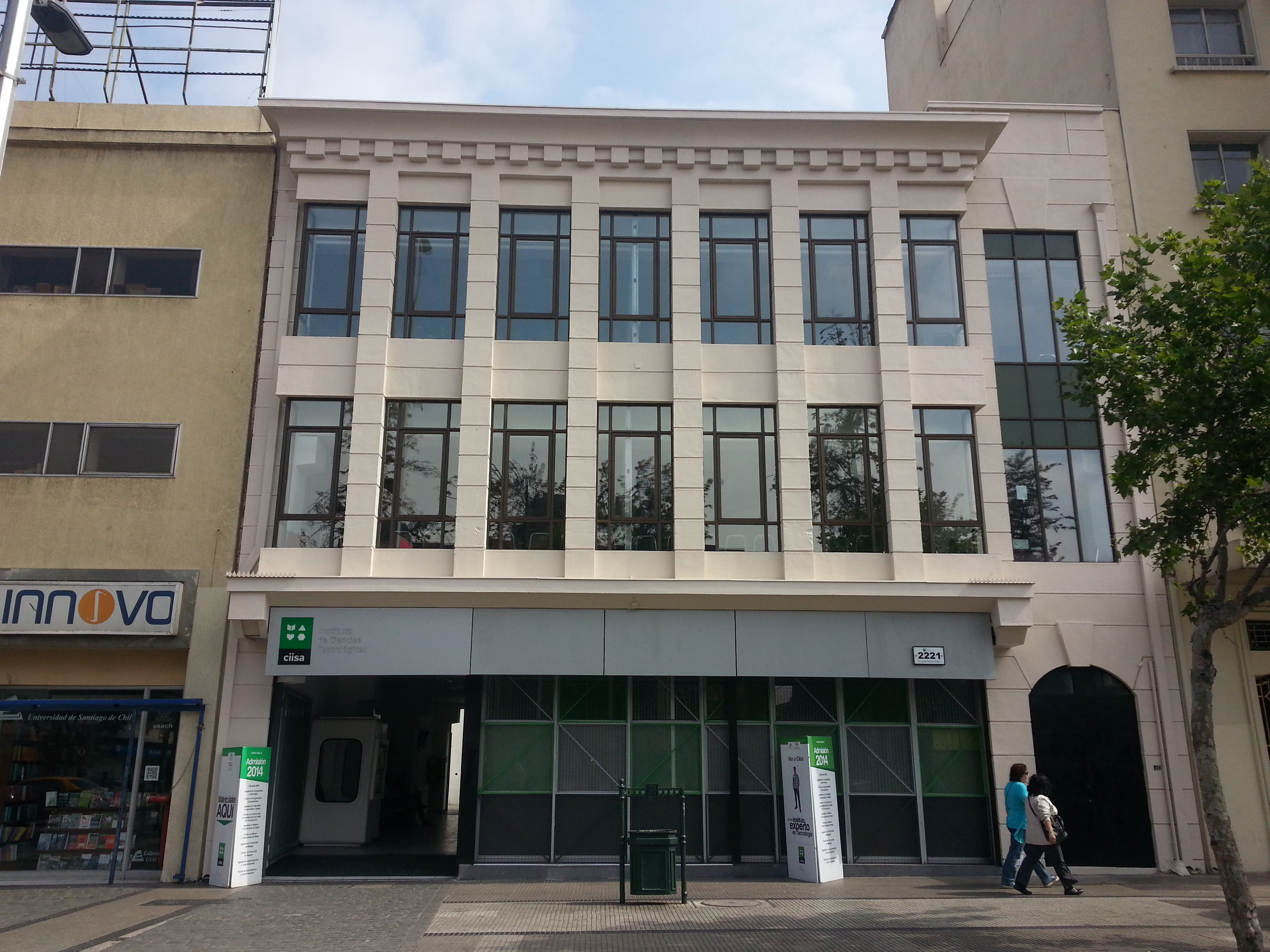
Campus Alameda del Instituto.

El instituto cuenta con su casa central en la comuna de Santiago
- Sede Administrativa Alameda (Alameda Lib. O'Higgins 2221)
  - Administración
  - Biblioteca
  - Laboratorios
  - Hall y patios.
  - Sala de estudio